# Баланите
Балàните е село в Северна България, община Габрово, област Габрово.

## География
Село Баланите се намира на около 7 km югоизточно от центъра на областния град Габрово и около 3 km източно от неговия южен квартал Любово. Разположено е в северните разклонения на Шипченската планина, по източните склонове на малка котловина, отворена на запад, през която тече малкият десен приток на река Янтра Баландовски дол. По течението на притока в границите на селото надморската височина нараства от около 635 m до около 645 – 650 m, а по възвишенията от двете му страни нараства до около 670 m. До село Баланите води общински път от габровския квартал Кряковци през село Богданчовци.
Населението на село Баланите, наброявало 165 души при преброяването към 1934 г., намалява до 22 към 1985 г., а по текущата демографска статистика за населението наброява към 2019 г. 16 души.

## История
Баланите (Балани) е населено място от вида колиби до 1941 г., когато е признато за село.
Село Баланите е кметство през периода от 1995 г. до 2000 г.

## Население
Преброяване на населението през 2011 г.
Численост и дял на етническите групи според преброяването на населението през 2011 г.:
|                     | Численост | Дял (в %) |
| Общо                | 20        | 100,00    |
| Българи             | 20        | 100,00    |
| Турци               | 0         | 0,00      |
| Цигани              | 0         | 0,00      |
| Други               | 0         | 0,00      |
| Не се самоопределят | 0         | 0,00      |
| Неотговорили        | 0         | 0,00      |